# Maurice Ravel
Joseph-Maurice Ravel (Ciboure, 1875. március 7. – Párizs, 1937. december 28.) francia zeneszerző, zongorista, aki Igor Stravinskytől „a svájci órásmester” becenevet kapta óramű pontosságot igénylő műveiért.

## Ifjúsága
A család a Pireneusok lábánál található Ciboure-ból még a zeneszerző kiskorában Párizsba költözött. Itt a gyermek már tizenévesen kompozíciókkal jelentkezett, majd 1889-ben a párizsi Konzervatórium hallgatója lett. Legkedveltebb tanára és pártfogója a szintén zeneszerző Gabriel Fauré volt. Igen korán kialakult sajátos stílusa, amit később egyesek Debussy plagizálásának tartottak, pedig eredeti jellegzetességei már akkor kialakultak, amikor Ravel még nem ismerte Debussy muzsikáját. Mindazonáltal Debussy hatása vitathatatlan, de nem puszta "átvétel". (Egyébként igen sok esetben beszélnek arról, miként hatott Ravel Debussyre.)
A gyermek Ravel kényes, kifinomult irodalmi és zenei érdeklődéssel bírt, mely műveire is rányomta bélyegét. Kedvenc költői között ott volt Mallarmé, Poe és Baudelaire, a zenében pedig Schumann, Liszt, Chopin és Weber stílusát kedvelte — később Mozart vált példaképévé. Beszámolók szerint nem különösebben szorgalmasan tanult zongorázni, anyja még jutalmakkal sem mindig tudta elérni, hogy az ifjú Maurice megtanulja a zeneleckét. Később sem vált különösebben jó előadóvá, még zongoradarabjait sem maga adta elő, hanem egy-egy hivatásos virtuóz. Karmesterként is ritkán lépett fel, és olyankor is csak saját műveit vezényelte; a siker mindig a zeneszerzőnek és nem a karmesternek szólt.
Fiatalon társaságkedvelő, gyakran bohém művész volt, afféle dandy. 1901-től próbálkozott a fiatal francia zeneszerzők nagy álma, a Római díj elnyerésével, de azt a bizottság minden alkalommal másnak ítélte annak ellenére, hogy ebben az időszakban Ravel már ismert és elismert zeneszerző volt, aki 1902-ben bemutatott F-dúr vonósnégyesével még Debussy bámulatát is kivívta. 1905-ben eltiltották a további jelentkezéstől, mert elérte a harmincéves korhatárt. Ez olyan közösségi botrányhoz vezetett, hogy a konzervatórium igazgatójának le kellett mondania. Ravel súlyos csalódásában sértett büszkeségében magányossá és visszahúzódóvá vált, hiába állt mellette közönségének szeretete és elismerése. Pándi Marianne zenetörténész szerint talán ennek tudható be, hogy később visszautasította a megkésett elismerésnek tekintett Francia Becsületrendet is.

## Az első nagy alkotói korszak
1908-ban Szergej Gyagilev társulata bemutatta Muszorgszkij Borisz Godunov című zenedrámáját. Ez több szempontból is jelentős hatással bírt Ravelre. Először is maga Muszorgszkij hatott rá, melynek következtében 1913-ban Stravinsky-jal együtt hozzáfogott az orosz mester másik, torzóban maradt operájának, a Hovanscsinának áthangszereléséhez, valamint 1922-ben elkészítette Muszorgszkij zongoraművének, az Egy kiállítás képeinek zenekari átiratát. Másrészről ekkor találkozott a Borisz cárt alakító Saljapinnal, aki az életmű záródarabjának, a Don Quijoténak lett inspirátora. Végül, de nem utolsósorban a Gyagilevvel való találkozás bizonyult a leggyümölcsözőbbnek: a két művész együttműködésének a modern zene több kiemelkedő alkotása köszönheti létét (Daphnisz és Chloé, Lúdanyó meséi). Ravel zenekritikusi tevékenységének kibontakozása is erre az időszakra tehető.

## A világháború idején
Az első világháború fordulópont Ravel életében. A német offenzíva felébresztette benne a hazafiságot, mindenáron a francia hadsereg tagja akart lenni. Az egészségügyi vizsgálatokon eleinte megbukott nem megfelelő fizikai állapota és alacsony termete miatt. Miután mégis bekerült, repülőgép-pilóta szeretett volna lenni, de végül teherautó-sofőrnek osztották be. A háború ideje alatt személyiségét megviselték a megpróbáltatások és az emberi szenvedés. Pesszimizmusát tovább fokozta anyja halála.
Az 1916-ban a „francia zene védelmére” megalakult soviniszta művészliga (melyet olyan tekintélyes zenészek alkottak, mint Saint-Saëns és Vincent d’Indy) Ravelt is meginvitálta tagjai közé. A válasz egy rendkívül intelligens, a szakmai féltékenységtől mentes, a legújabb irányzatokra kíváncsi és azokat értékelő művészé: a külföldtől való elzárkózás veszélybe sodorja a francia zenekultúrát, melynek éppen hogy nyitottnak kellene lennie más országok művészi törekvéseire. Elismeri Richard Strauss és Arnold Schönberg munkásságát. Ravel külön megemlíti Bartók és Kodály népdalgyűjtését, melyet szintén üdvös jelenségnek tart.

## A háború utáni korszak
A háború után külön költözött bátyjától; bár nagyon szerette testvérét, az együttlakás egy idő után konfliktusokhoz vezetett. Ekkor telepedett le a Párizs közelében lévő csendes kisvárosban, Montfort-l’Amauryban. A zene mellett egzotikus kertjének művelésével és macskák tenyésztésével foglalkozott. Továbbra sem nősült meg; ha nem barátaival töltötte az időt vagy koncertezett, otthonának magányában élte mindennapjait. Stílusának végső beérése, letisztulása is erre az időszakra tehető. Debussy 1918-ban bekövetkezett halála után a francia zenei élet vezérének címe akaratlanul is őrá szállt. 1920-ban mutatták be La Valse című zenekari darabját. A mű eredetileg balettnek készült ugyan, de Gyagilevnek nem tetszett, ezen annyira összevesztek, hogy emberi és szakmai kapcsolatuk is ráment.
A húszas évek Párizsának szellemi pezsgése Ravelre is hatott. Az éjjeli lokálokban játszott dzsesszel is ekkor került kapcsolatba. Egyben ekkor kezdődtek Ravel nagy külföldi utazásai, turnéi: először Bécsbe (1920), utoljára Közép-Európába (1931). 1935-ben tett még ugyan egy nagyobb körutat Spanyolországban és Észak-Afrikában, ez azonban már nem művészetét, hanem súlyos betegségének enyhítését szolgálta. Ezen utazások közül az egyik legfontosabb amerikai látogatása 1928-ban. Ekkor, a texasi Houstonban került sor „Korunk zenéje” című előadására, amely érett zeneesztétikájának legteljesebb összefoglalása. Megemlíti a blues jelentőségét, valamint ismét méltányolja Bartók és Kodály gyűjtőmunkáját. (Ravel és Bartók személyesen is megismerkedtek, és kölcsönösen kifejezték egymás iránti csodálatukat.) Ugyancsak 1928-ban keletkezett a Boléro, és ebben az évben történt a komponista díszdoktorrá avatása Oxfordban.

## Az utolsó évek
A harmincas évek elején megszületett a két zongoraverseny. A zeneszerző utolsó koncertturnéja során Budapestre is eljutott (1932). Az eseményre a pesti Vigadóban került sor. Műsorra került a Boléro, a Couperin sírja, az Egy kiállítás képei, a G-dúr zongoraverseny Marguerite Long szólójátékával és a La Valse. A koncertet részben Ravel dirigálta.
Egy elvetélt terv eredményeképpen született meg 1932-ben a Don Quijote Dulcineához című három dal. Ez volt életművének utolsó alkotása. A szerzőt ugyanis egy súlyos autóbaleset érte 1932 októberében. Sérüléseiből felépült ugyan, ám agyát egy mind a mai napig nem egészen tisztázott kór támadta meg, amely fokozatos és könyörtelen szellemi leépüléssel járt. Egy idő után leveleit is csak szótár segítségével volt képes megírni. 1937-re állapota odáig súlyosbodott, hogy agyműtéttel próbáltak meg segíteni rajta. Az operáció azonban kudarcot vallott: beszámolók szerint az agy nem mutatott kóros elváltozást, a beteg pedig kómába került. Csaknem egyhetes eszméletlenség után Maurice Ravel 1937. december 28-án távozott az élők sorából. December 30-án temették el Levallois-Perret-ben.

## Főbb művei
- Menuet antique
- Jeux d’eau(wd)
- Ma Mère l'Oye
- Boléro

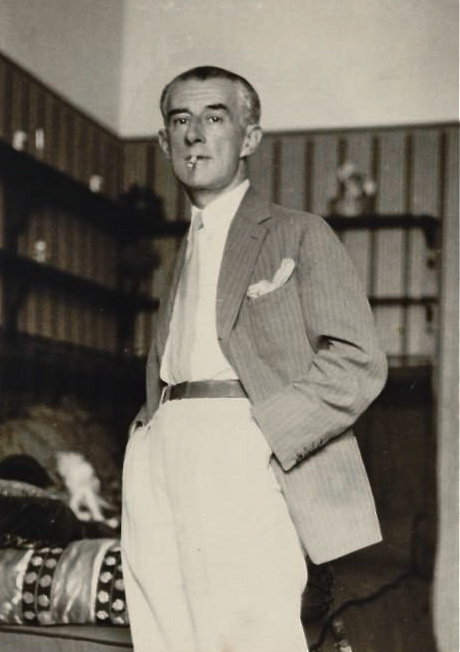
Ravel 1928-ban

- Don Quichotte à Dulcinée(wd)
- Tzigane
- Le Tombeau de Couperin(wd)
- Valses nobles et sentimentales
- La Valse
- Alborada del gracioso(wd)
- Rapsodie espagnole
- Pavane pour une Infante défunte
- Gaspard de la nuit

A Boléro 1928-ban keletkezett. Elmondható, hogy a merő véletlennek és szerencsének köszönheti létét. A szerző ugyanis egy Albéniz-zongoraművet szeretett volna eredetileg meghangszerelni Ida Rubinstejn számára, de a művet egy másik zeneszerző már jogilag lefoglalta magának. Ekkor született meg Ravel új terve: egy olyan mű koncepciója, amelyben ugyanaz a téma ismétlődik egyre nagyobb hangerővel, s mindig más és más hangszereléssel, a ritmus megrögzött állandóságát pedig a pergődob ütései alkotják. A mű először 1928 novemberében hangzott föl, s éppen lenyűgözően eredeti gondolatai miatt ellentétes reakciókat váltott ki: egy nő például egyenesen kijelentette, hogy a szerző bolond. A művet később Toscanini vitte a világsikerig, bár Ravel mindig is ellenezte az olasz dirigens túlságosan gyors tempójú felfogását.
Az alkotás mára ugyanolyan tananyag a zeneszerző-hallgatók számára, mint Bach Kunst der Fuge című műve. A Bolerót már bemutatásának idejétől kezdve balettváltozatban is rendszeresen előadták.
Ravel Daphnisz és Chloé című balettjén (amelyet koreografált szimfóniának is szokás nevezni) 1909 és 1912 között dolgozott Szergej Gyagilev megbízásából, aki a művet az Orosz Balett számára rendelte meg. A Daphnisz egyike Ravel azon kevés számú alkotásainak, amelyet a szerző kifejezetten zenekarra komponált. Ez azért meglepő, mert Ravelt egyértelműen a modern hangszerelés egyik legnagyobb mesterének tartjuk. A kompozíció három költői képben dolgozza fel a Longosznak tulajdonított azonos című ókori pásztorregényt. A zenekar összeállításának különlegessége, hogy egy kórust is magába foglal. Maga a balett, minden kvalitása ellenére, nem aratott különösebb sikert, máig az egyes számokból összeállított két szvit az igazán népszerű, különös tekintettel a másodikra, amely a híres napkelte-jelenetet is tartalmazza.
A Ma Mère l’Oye, magyar változatban Lúdanyó meséi, azon Ravel-kompozíciók közé tartozik, amelyek eredetileg zongoradarabok voltak, s szerzőjük később döntött úgy, hogy átdolgozza őket szimfonikus zenekarra is. Ravel az első világháború előtti években gyakran látogatott el a Godebski-szalonba. Itt megkedvelte a szalon tulajdonosának gyermekeit, akiknek gyakran mesélt Perrault-meséket és maga által kitalált történeteket is. Az 1908-ban keletkezett Lúdanyó meséi című zongoradarabnak is Perrault 17. századi mesegyűjteménye képezte az irodalmi alapját. A szerző szándéka az volt, hogy a Godebski gyermekek mutatják majd be a művet, de az egyik testvér megrémült a feladattól, s ezért a terv kudarcba fulladt. A művet eredeti változatában végül 1910-ben mutatták be, s azonnal sikert aratott. Ravel ekkor határozta el, hogy készít egy zenekari átiratot is, amelyet mint balettet mutattak be 1912-ben. Az egyik főszerepet az Orosz Balett csillaga, Vaclav Nyizsinszkij táncolta, aki később is egyik legkedvesebb alakításaként emlékezett vissza Ravel balettjére. A zene a francia komponistától megszokott hangszerelési bravúrokkal és gyönyörű dallamokkal festi meg a gyermeki képzeletvilágot, amelyet Roland-Manuel, Ravel művészetének avatott ismerője szerint „gyermekek, istenek, tündérek, gyengéd állatok, fantomok, lelketlen óriások és örökké járó órák népesítenek be”.